# Scorpaenodes tribulosus
Scorpaenodes tribulosus és una espècie de peix pertanyent a la família dels escorpènids.

## Descripció
- Fa 5,1 cm de llargària màxima.
- Nombre de vèrtebres: 24.[5]

## Hàbitat
És un peix marí, demersal i de clima tropical que viu entre 73-176 m de fondària.

## Distribució geogràfica
Es troba a l'Índic occidental: Somàlia i Kenya.

## Observacions
És inofensiu per als humans.